# Ministère de l'Agriculture (Serbie)
Pour les articles homonymes, voir Ministère de l'Agriculture.
Le ministère de l'Agriculture, de la Forêt et de la Gestion de l'eau (en serbe cyrillique : Министарство пољопривреде, шумарства и водопривреде ; en serbe latin : Ministarstvo poljoprivrede, šumarstva i vodoprivrede) est le département ministériel du gouvernement serbe chargé de la politique agricole et des questions liées à la gestion durable des forêts et à la gestion de l'eau en Serbie.

## Organisation
Le ministère s'organise autour de plusieurs directions, sections ou départements, parmi lesquels on peut citer :
- la Direction de l'eau ;
- l'Administration vétérinaire ;
- l'Administration des forêts ;
- l'Administration de la protection des végétaux ;
- l'Administration des terres agricoles ;
- le Département de la politique agricole et du développement rural ;
- le Département de la coopération internationale et des accords internationaux  etc.

## Liste des ministres
| Ministre                       | Photo | Parti                   | Début de mandat  | Fin de mandat    |
| ------------------------------ | ----- | ----------------------- | ---------------- | ---------------- |
| Veljko Simin                   |       | SPS                     | 11 février 1991  | 23 décembre 1991 |
| Jan Kišgeci                    |       | SPS                     | 23 décembre 1991 | 18 mars 1994     |
| Ivko Đonović                   |       | SPS                     | 18 mars 1994     | 28 mai 1996      |
| Nedeljko Šipovac               |       | SPS                     | 28 mai 1996      | 11 février 1997  |
| Jovan Babović                  |       | SPS                     | 11 février 1997  | 24 octobre 2000  |
| Živanko Radovančev             |       | SPS                     | 24 octobre 2000  | 25 janvier 2001  |
| Dragan Veselinov               |       | Coalition Voïvodine     | 25 janvier 2001  | 1er janvier 2003 |
| Stojan Jevtić                  |       | DS                      | 1er janvier 2003 | 3 mars 2004      |
| Ivana Dulić-Marković           |       | G17+                    | 3 mars 2004      | 19 juin 2006     |
| Goran Živkov (par intérim)     |       | G17+                    | 19 juin 2006     | 9 novembre 2006  |
| Danilo Golubović (par intérim) |       | DSS                     | 9 novembre 2006  | 14 novembre 2006 |
| Predrag Bubalo (par intérim)   |       | DSS                     | 14 novembre 2006 | 15 mai 2007      |
| Slobodan Milosavljević         |       | DS                      | 15 mai 2007      | 7 juillet 2008   |
| Saša Dragin                    |       | Parti démocratique (DS) | 7 juillet 2008   | 14 mars 2011     |
| Dušan Petrović                 |       | DS                      | 14 mars 2011     | 27 juillet 2012  |
| Goran Knežević                 |       | SNS                     | 27 juillet 2012  | 2 septembre 2013 |
| Dragan Glamočić                |       | Indépendant             | 2 septembre 2013 | 27 avril 2014    |
| Snežana Bogosavljević Bošković |       | SPS                     | 27 avril 2014    | 11 août 2016     |
| Branislav Nedimović            |       | SNS                     | 11 août 2016     | 26 octobre 2022  |
| Jelena Tanasković              |       | SNS                     | 26 octobre 2022  | 2 mai 2024       |
| Aleksandar Martinović          |       | SNS                     | 2 mai 2024       | 16 avril 2025    |
| Dragan Glamočić                |       | Ind.                    | 16 avril 2025    | en cours         |

## Site officiel
- (sr) Site officiel